# Loretta Young

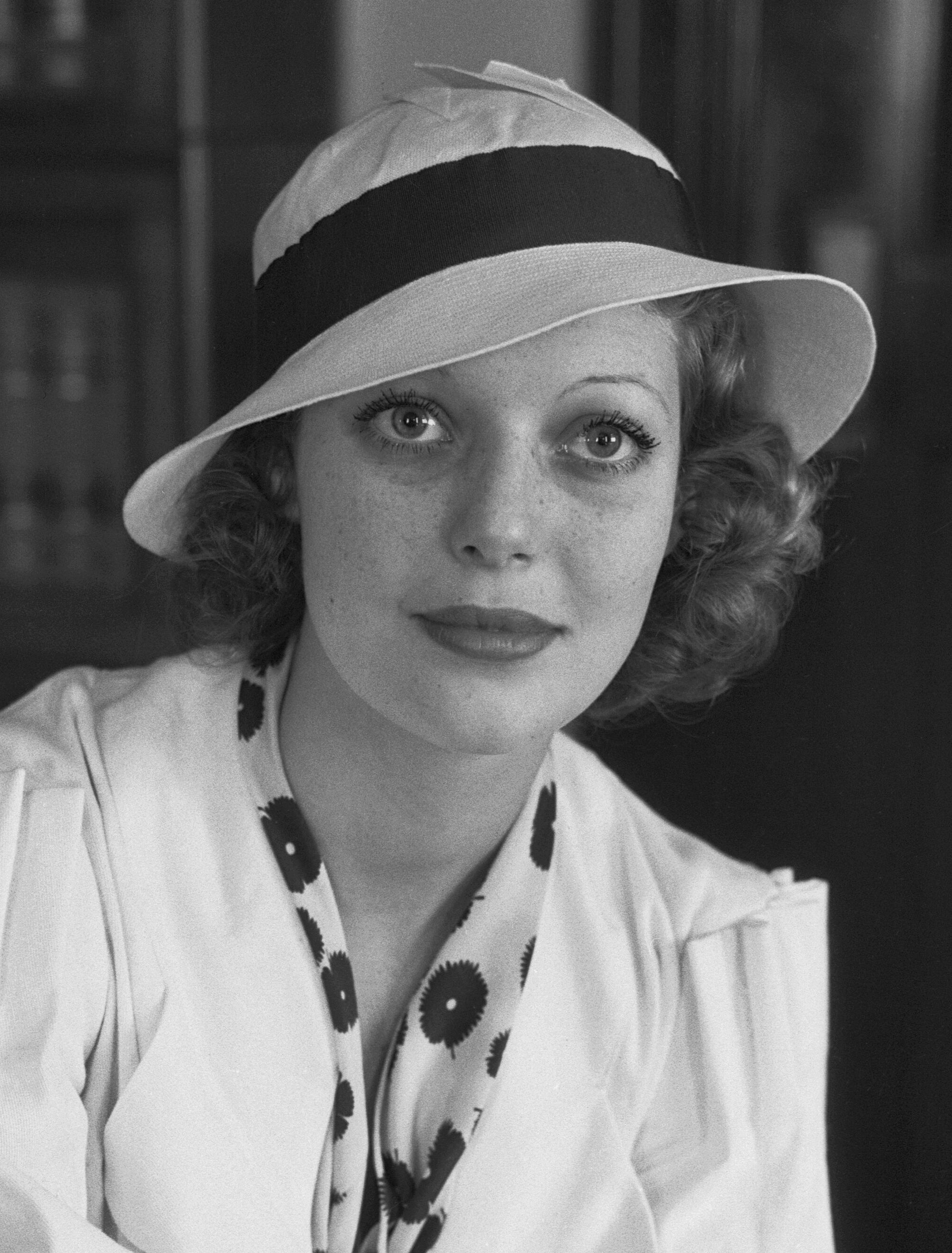
Loretta Young (um 1940)

Loretta Young (eigentlich Gretchen Michaela Young; * 6. Januar 1913 in Salt Lake City, Utah; † 12. August 2000 in Los Angeles, Kalifornien) war eine US-amerikanische Schauspielerin. Für Die Farmerstochter gewann sie bei der Oscarverleihung 1948 den Preis als beste Hauptdarstellerin.

## Karriere
Loretta Young wirkte bereits im Alter von vier Jahren als Statistin in Stummfilmen mit. Ihre Schwestern Polly Ann Young, Sally Blane und die jüngere Halbschwester Georgiana Young waren später ebenfalls als Schauspielerinnen tätig.
Youngs professionelle Schauspielkarriere begann im Jahr 1927 mit einer Nebenrolle in dem Colleen-Moore-Film Susannes erstes Abenteuer. Auf Anraten von Moore änderte die Schauspielerin ihren Vornamen in Loretta. First National gab ihr einen Studiovertrag, und Loretta Young avancierte rasch zu einer beliebten Leading Lady. Das Publikum nahm erstmals von ihr Notiz, als sie 1928 neben Lon Chaney und Nils Asther in Lach, Clown, lach auftrat. 1929 war sie bereits eines der Starlets, die nach Ansicht von The Western Association of Motion Picture Advertisers, kurz WAMPAS, am ehesten das Zeug zum richtigen Star habe.

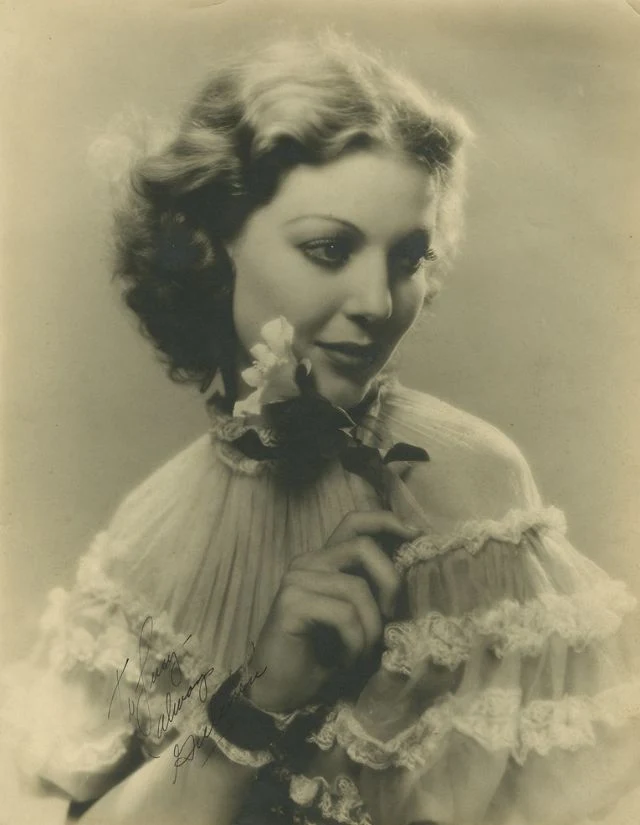
Loretta Young (1931)

Mit dem Aufkommen des Tonfilms wechselte Young, die rasch zu einer außerordentlichen Schönheit heranwuchs, von der Neben- zur Hauptdarstellerin. Ihre Filme waren meist wenig ambitionierte Filme, die oft als Teil eines „double-bill“ (zwei kurze Hauptfilme hintereinander oder ein Vorfilm und ein Hauptfilm) liefen. Eine Ausnahme bildete Vor Blondinen wird gewarnt, wo es ihr unter der Regie von Frank Capra gelingt, ausgerechnet Jean Harlow den Mann streitig zu machen. Revolte im Zoo war zwei Jahre später ein Film mit einer atmosphärisch dichten Schilderung über zwei einsame Menschen. Midnight Mary zeigte Young als Kriminelle, die durch die Liebe zu einem Mann einen charakterlichen Wandel durchmacht. In Man’s Castle war sie unter der Regie von Frank Borzage an der Seite von Spencer Tracy zu sehen. Mit dem wachsenden Interesse an „Pre-Code Pictures“, also Filmen, die vor dem Inkrafttreten des Production Code in die Kinos kamen, ist auch das Bild von Young im Wandel. Ihr Studio Warner Brothers, das First National 1928 aufgekauft hatte, war spezialisiert auf die Schilderung der Härten des Alltags, und Streifen wie Der Rächer des Tong und besonders Employees’ Entrance präsentieren die Schauspielerin als ebenso durchsetzungsfähige Frau wie Barbara Stanwyck oder Glenda Farrell.
1934 wechselte sie mit Darryl F. Zanuck zu dessen 20th Century Pictures, die bald darauf mit der insolventen Fox Film Corporation zur 20th Century Fox verschmolz. In der internen Hierarchie waren lediglich Shirley Temple und Janet Gaynor noch vor Young angesiedelt, deren Popularität allerdings durch Filme wie Kampf um Indien und Goldfieber in Alaska zunahm. Gemeinsam mit Tyrone Power bildete sie in fünf Filmen zwischen 1936 und 1938 ein populäres Leinwandpaar. Die Karriere von Young stagnierte jedoch mit der Zeit, da die Produzenten immer mehr Aufmerksamkeit auf die Garderobe der Schauspielerin verwandten und dramatische Rollen an andere Stars vergaben.
1939 trat Young gemeinsam mit ihren Schwestern Sally Blane und Polly Ann Young in Liebe und Leben des Telefonbauers A. Bell vor der Kamera auf. 1939 beschloss sie, ohne festen Vertrag mit einem Studio zu arbeiten. Diese Methode, free-lancing genannt, hatte die Karrieren von Claudette Colbert, Irene Dunne, Cary Grant und Carole Lombard revitalisiert. Bereits der erste Film, die Komödie The Doctor Takes a Wife unter der Regie von Alexander Hall und mit Ray Milland, war ein großer Erfolg. Ihre besten Rollen spielte die Schauspielerin kurz nach dem Krieg. 1946 war sie in Die Spur des Fremden die nichtsahnende Ehefrau eines von Orson Welles dargestellten Naziverbrechers. 1947 spielte sie neben Cary Grant in Jede Frau braucht einen Engel eine Frau, die sich in einen Engel verliebt.
1947 war ohnehin ihr Jahr, nachdem Young für die Komödie Die Farmerstochter, über eine schwedischstämmige junge Frau, die ihr politisches Bewusstsein entdeckt und schließlich in den US-Kongress gewählt wird, den Oscar als beste Hauptdarstellerin gewann. Joseph Cotten und Ethel Barrymore spielten ebenfalls mit. Der Sieg von Young war eine allgemeine Überraschung, da fast jeder mit Rosalind Russell in Mourning Becomes Electra gerechnet hatte. Daneben wirkte Young erfolgreich in zwei Western mit: Der Vagabund von Texas, in dem sie Gary Cooper mit ihren Schießkünsten mehr als einmal retten muss, und Rachel und der Fremde, in dem sie als weiße Sklavin für 40 US-Dollar an William Holden verkauft wird und am Ende seine Liebe gewinnt. 1949 erhielt sie für die Hauptrolle in Henry Kosters …und der Himmel lacht dazu ihre zweite Oscar-Nominierung.
1953, nachdem ihre Filmkarriere sie nicht mehr befriedigte, begann die Schauspielerin im Medium Fernsehen eine zweite, beinahe noch erfolgreichere Karriere. Über acht Jahre lang war der glamouröse Auftritt von Loretta Young in großer Abendgarderobe das Erkennungszeichen ihrer Sendung The Loretta Young Show, die im ersten Jahr noch Letter to Loretta hieß. Von 1962 bis 1963 folgte The New Loretta Young Show, in der Young eine Witwe spielte, die als Politikerin Karriere macht. Danach nahm Young bis 1986 keine weiteren Rollen mehr an. 1964 versuchte Robert Aldrich, Young dazu zu bewegen, die Rolle der erkrankten Joan Crawford in Wiegenlied für eine Leiche zu übernehmen. Sie lehnte ebenso ab wie Vivien Leigh und Barbara Stanwyck. 1972 verklagte Young erfolgreich NBC auf 600.000 US-Dollar Schadensersatz, nachdem der Fernsehsender Wiederholungen der Loretta Young Show vertragswidrig ausgestrahlt hatte.

Loretta Young mit Ronald Reagan (1985)

Ihre letzten beiden Filme entstanden fürs Fernsehen: Für Frohe Weihnachten, Mrs. Kingsley, ihre erste Fernsehrolle seit 1963, erhielt sie den Golden Globe als beste Hauptdarstellerin in einer Mini-Serie oder TV-Film. Für Spinne im Netz aus dem Jahr 1989 war sie erneut in der Kategorie nominiert. Danach beendete Young ihre Karriere im Showgeschäft endgültig.

## Privatleben
Die Schauspielerin war zeit ihres Lebens katholisch. Trotzdem hatte sie in ihrer Jugend ein turbulentes Privatleben. So brannte sie 1930 mit dem Schauspieler Grant Withers durch, den sie 1930 kurz nach ihrem 17. Geburtstag heiratete. Die Ehe wurde auf Betreiben von Youngs Mutter nach einem Jahr annulliert. 1933 hatte sie während der Dreharbeiten zu A Man’s Castle eine Affäre mit Spencer Tracy, der sich ihretwegen mit William A. Wellman öffentlich einen Faustkampf lieferte. Da beide Schauspieler katholisch waren und eine Scheidung für Tracy nicht in Betracht kam, trennten die beiden sich 1934. Gut ein Jahr später, 1935, begann sie während der Dreharbeiten zu Goldfieber in Alaska eine Affäre mit Clark Gable und wurde von ihm schwanger. Young brachte eine Tochter zur Welt, die sie als adoptiert ausgab. Die Tochter, Judy Lewis, die später selbst Schauspielerin wurde, wusste bis zum Erwachsenenalter nicht von ihrem prominenten Vater.
In zweiter Ehe heiratete sie 1941 den Werbefachmann Thomas Lewis, dessen Nachnamen auch die „adoptierte“ Tochter Judy annahm. Young und Lewis hatten zwei Kinder; die Ehe wurde 1968 geschieden. In dritter Ehe heiratete Young 1993 den Kostümbildner Jean Louis, der 1997 starb. Young starb am 12. August 2000 im Alter von 87 Jahren im Haus ihrer Schwester Georgiana. Sie wurde im Familiengrab auf dem Holy Cross Cemetery in Culver City beigesetzt.

## Filmografie (Auswahl)
- 1927: Susannes erstes Abenteuer (Naughty But Nice)
- 1928: Lach, Clown, lach (Laugh, Clown, Laugh)
- 1928: Freibeuter der Südsee (Scarlet Seas)
- 1929: Fast Life
- 1929: The Careless Age
- 1929: The Forward Pass
- 1930: Loose Ankles
- 1931: Too Young to Marry
- 1931: Vor Blondinen wird gewarnt (Platinum Blonde)
- 1932: Taxi!
- 1932: Der Rächer des Tong (The Hatchet Man)
- 1933: Employees’ Entrance
- 1933: Grand Slam
- 1933: Die Legion des Todes (The Devil’s in Love)
- 1933: Revolte im Zoo (Zoo in Budapest)
- 1933: Midnight Mary
- 1933: Liebe und andere Geschäfte (She Had to Say Yes)
- 1933: Man’s Castle
- 1934: Weiße Parade (The White Parade)
- 1934: Born to Be Bad
- 1934: Die Rothschilds (The House of Rothschild)
- 1934: Bulldog Drummond schlägt zurück (Bulldog Drummond Strikes Back)
- 1935: Kampf um Indien (Clive of India)
- 1935: Goldfieber in Alaska (The Call of the Wild)
- 1935: Kreuzritter – Richard Löwenherz (The Crusades)
- 1935: Mädchen in Shanghai (Shanghai)
- 1936: Private Number
- 1936: Ramona
- 1936: Ladies in Love
- 1936: The Unguarded Hour
- 1937: Love Is News
- 1937: Café Metropole
- 1937: Second Honeymoon
- 1938: Die goldene Peitsche (Kentucky)
- 1938: Vier Mann – ein Schwur (Four Men and a Prayer)
- 1938: Suez
- 1939: Liebe und Leben des Telefonbauers A. Bell (The Story of Alexander Graham Bell)
- 1939: Zauberer der Liebe (Eternally Yours)
- 1940: The Doctor Takes a Wife
- 1941: Bedtime Story
- 1941: Roman einer Tänzerin (The Men in Her Life)
- 1941: He Stayed for Breakfast
- 1943: China
- 1944: And Now Tomorrow
- 1945: Der Vagabund von Texas (Along Came Jones)
- 1946: Die Spur des Fremden (The Stranger)
- 1947: Die Farmerstochter (The Farmer’s Daughter)
- 1947: Jede Frau braucht einen Engel (The Bishop’s Wife)
- 1948: Rachel und der Fremde (Rachel and the Stranger)
- 1949: Frau in Notwehr (The Accused)
- 1949: Der Liebesprofessor (Mother Is a Freshman)
- 1949: …und der Himmel lacht dazu (Come to the Stable)
- 1950: Ein charmanter Flegel (Key to the City)
- 1951: Grund zur  Aufregung (Cause for Alarm!)
- 1952: Aus Liebe zu Dir (Because of You)
- 1952: Paula (Paula)
- 1952: Half-Angel
- 1953: Jede Woche neu (It Happens Every Thursday)
- 1953–1961: The Loretta Young Show (Fernsehserie, 162 Folgen in 8 Staffeln)[2]
- 1962–1963: The New Loretta Young Show (Fernsehserie, 26 Folgen)
- 1986: Frohe Weihnachten, Mrs. Kingsley (Christmas Eve) (Fernsehfilm)
- 1989: Spinne im Netz (Lady in the Corner) (Fernsehfilm)

## Auszeichnungen
Oscar/Beste Hauptdarstellerin
- Oscarverleihung 1948 – Auszeichnung für Die Farmerstochter
- Oscarverleihung 1950 – Nominierung für …und der Himmel lacht dazu

Golden Globe
- Golden Globe Awards 1959: Beste TV-Show für The Loretta Young Show
- Golden Globe Awards 1987: Beste Hauptdarstellerin – Mini-Serie oder TV-Film für Christmas Eve
- Golden Globe Awards 1990: Nominierung als Beste Hauptdarstellerin – Mini-Serie oder TV-Film für Lady in the Corner

Emmy – Best Actress Starring in a Regular Series (Beste Seriendarstellerin)
- Primetime-Emmy-Verleihung 1954 – Nominierung für Letter to Loretta
- Primetime-Emmy-Verleihung 1955 – Auszeichnung für Letter to Loretta
- Primetime-Emmy-Verleihung 1957 – Auszeichnung für The Loretta Young Show
- Primetime-Emmy-Verleihung 1959 – Auszeichnung für The Loretta Young Show
- Primetime-Emmy-Verleihung 1960 – Nominierung für The Loretta Young Show
- Primetime-Emmy-Verleihung 1961 – Nominierung für The Loretta Young Show

Weitere
- 1950: Golden Apple Award als kooperativste Schauspielerin
- 1988: Women in Film Crystal Award
- Zwei Sterne auf dem Hollywood Walk of Fame, jeweils für ihre Film- (6104 Hollywood Blvd.) und Fernsehkarriere (6141 Hollywood Blvd.)